# Gap (Hautes-Alpes)
Gap is een stad in zuidoost Frankrijk. Het is de hoofdstad van het departement Hautes-Alpes. De gemeente telde 40.656 inwoners op 1 januari 2022. Het ligt ongeveer 150 km ten noorden van Aix-en-Provence en is de belangrijkste agglomeratie van de Franse zuidelijke Alpen. De stad is bekend om de er geproduceerde kaas, de gapençais. Gap is de bisschopszetel van het bisdom Gap en Embrun.

## Geschiedenis
De plaats werd gesticht door de Galliërs; de Avantici hadden enkele nederzettingen op de heuvels boven het huidige stadscentrum. In 14 v.Chr. werd de streek veroverd door keizer Augustus. Onder de Romeinen heette de plaats Vapincum. Het werd een halte langs de Via Cottia per Alpem, een route over de Alpen van Turijn over de Montgenèvrepas naar Sisteron. In het jaar 22 werd vanaf Vapincum een weg aangelegd naar Valence, over de Col de Cabre. Tijdens de crisissen van de derde eeuw kreeg de stad een stadsmuur.
In het begin van de vijfde eeuw vielen verschillende Germaanse volken de streek binnen. In 412 vielen de Visigoten binnen; in 450 bezetten de Bourgondiërs de streek. Na een woelige eeuw werd de streek in 533 deel van het Frankische Rijk. Gap werd een bisschopszetel en een eerste kathedraal werd gebouwd.
In 843 en 855 (Verdrag van Prüm) werd het Frankische Rijk gesplitst en kwam Gap in het koninkrijk Provence te liggen. In 933 werden de Bourgondische koninkrijken verenigd in het Koninkrijk Arelat. Het zuidelijke deel, het graafschap Provence, begon zich door het zwakke koninklijke gezag al snel zelfstandiger te gedragen. In 1033 werd de Provence deel van het Heilige Roomse Rijk. In de tweede helft van de elfde eeuw werd Gap als deel van het graafschap Forcalquier afgesplitst van het graafschap Provence. Bij de dood van de laatste graaf van Forcalquier in 1209, werd Gap (tezamen met Embrun) overgedragen aan de Dauphiné. In 1512 werd het ten slotte ingelijfd door de Franse kroon.
Gap werd in de eerste decennia van de 13e eeuw een gemeente bestuurd door consuls. De stad bleef een belangrijk handelscentrum met jaarmarkten en wekelijkse markten. Er werd een stadsmuur gebouwd. Tijdens de Hugenotenoorlogen was de stad afwisselend in handen van katholieken en protestanten, die werden geleid door François de Bonne de Lesdiguières. Gap werd een place de sûreté, een versterkte plaats in handen van de protestanten, tot die door koning Lodewijk XIII werden opgeheven. In 1692 werd de stad ingenomen, geplunderd en in brand gestoken door de troepen van Victor Amadeus II, hertog van Savoye. Hierna moest de stad helemaal opnieuw worden opgebouwd.

### Moderne tijd

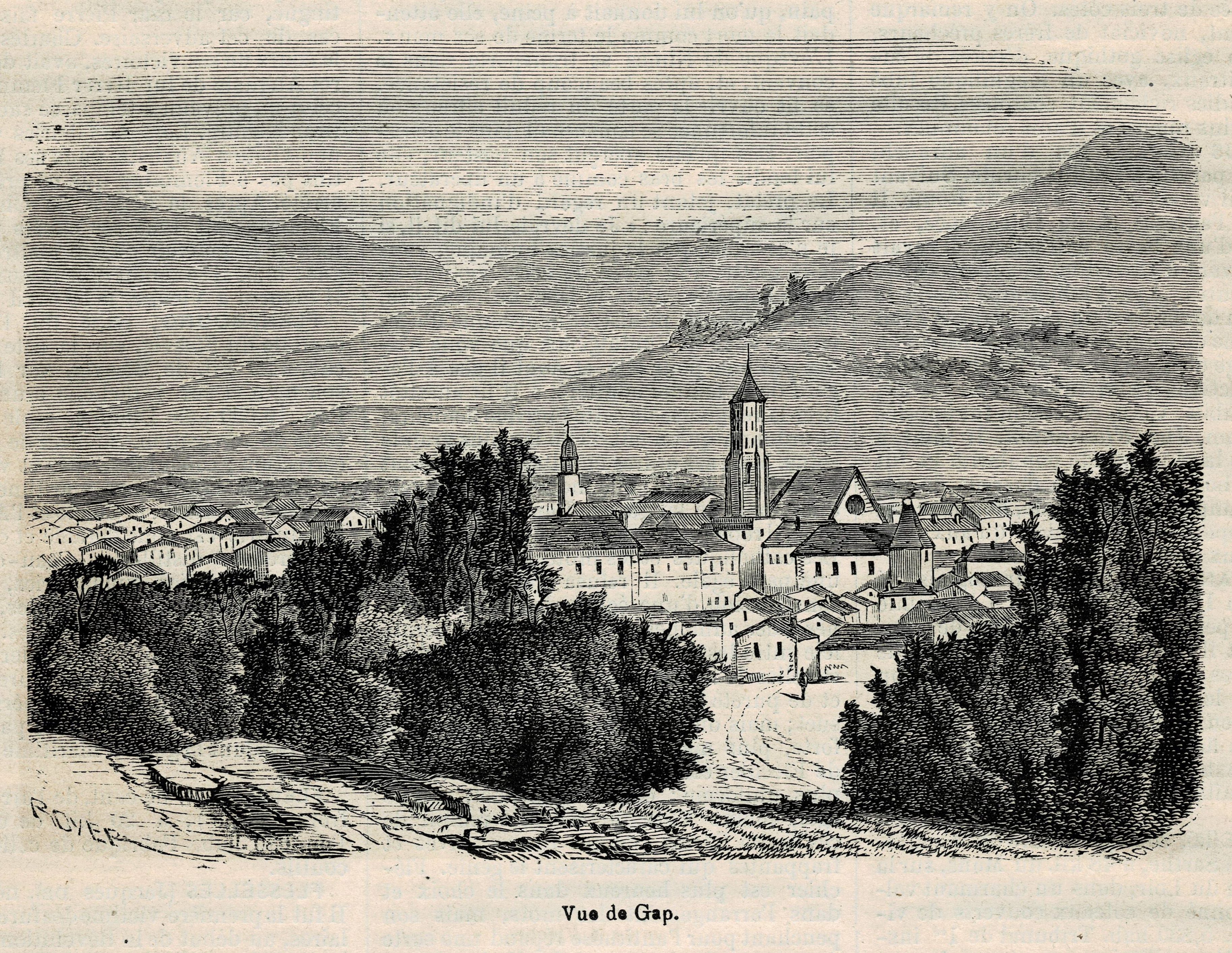
Gap rond 1865

In 1790 werd de prefectuur van het departement gevestigd in Gap. Er kwam ook een garnizoen in de stad. Na zijn terugkeer van zijn ballingschap op Elba trok Napoleon over de naar hem genoemde Route Napoléon via Gap naar Grenoble. Hij overnachtte er op 5 maart 1815 in een herberg. In 1875 werd het spoorwegstation geopend. De spoorweg zorgde voor een groei van de gemeente. Tegelijk liep het platteland rond de stad leeg. Zo werd het dorp Chaudun boven de stad op een hoogte van 1300 m op het einde van de 19e eeuw verlaten door zijn bewoners. In 1895 werd de gemeente Chaudun opgeheven en werd ze bij Gap gevoegd.
In de Tweede Wereldoorlog was Gap eerst deel van Vichy-Frankrijk en werd in 1942 door de Duitsers bezet. Jean Drouot-L'Hermine, een toen 37-jarige ingenieur en commandant van het Franse verzet, is de geschiedenis van Frankrijk ingegaan als grote held van het Franse verzet en van de bevrijding van Gap in 1944. Daar het de Résistance niet mogelijk was, bij gebrek aan zwaar wapentuig en materieel, de stad te bevrijden, kozen de verzetsstrijders ervoor om  het strategisch belangrijke Gap, dat door een meer dan 1200 man sterk Duits garnizoen was bezet, te isoleren. Op uitgekiende wijze bliezen Drouot-L'Hermines verzetsstrijders alle wegen, spoorlijnen, bruggen en viaducten op. De Duitsers zaten nu klem. Ze wilden zich echter alleen aan reguliere troepen overgeven. Drouot-L'Hermine wist de inmiddels tot op 50 km genaderde Amerikaanse troepen ertoe over te halen, een tank naar Gap vooruit te sturen. Deze vuurde tussen de bergen bij Gap enkele granaten af. De Duitsers hoorden het karakteristieke geluid van een wapen waarover de Résistance niet beschikte, concludeerden dat ze met reguliere troepen hadden te maken, en gaven zich over. De stad werd officieel bevrijd op 19 augustus 1944.

## Bezienswaardigheden
- Stadhuis uit 1743, een van de oudste gebouwen van Gap. Het werd gebouwd op de plaats van een eerste stadhuis uit 1400 dat in 1692 werd verwoest.
- Notre-Dame-et-Saint-Arnoux-kathedraal met stijlkenmerken uit de gotiek, de Provençaals-romaanse en de Lombardische architectuur. De bouw begon in 1866 en de kerk werd ingewijd in 1895. Opvallend is de harmonieuze polychromie door het gebruik van afwisselend kalksteen en roze marmer van Chorges. Op deze plaats, waar in de Romeinse tijd een tempel voor Apollo stond, hebben vanaf de 5e eeuw verschillende, opeenvolgende kathedralen gestaan.[6]
- Église des Cordeliers
- Chapelle des Pénitents, concertzaal in een voormalige kapel
- Musée départemental in een monumentaal, neoclassicistisch gebouw uit het begin van de 20e eeuw. De collectie omvat de archeologie en de geschiedenis van de regio Hautes-Alpes.

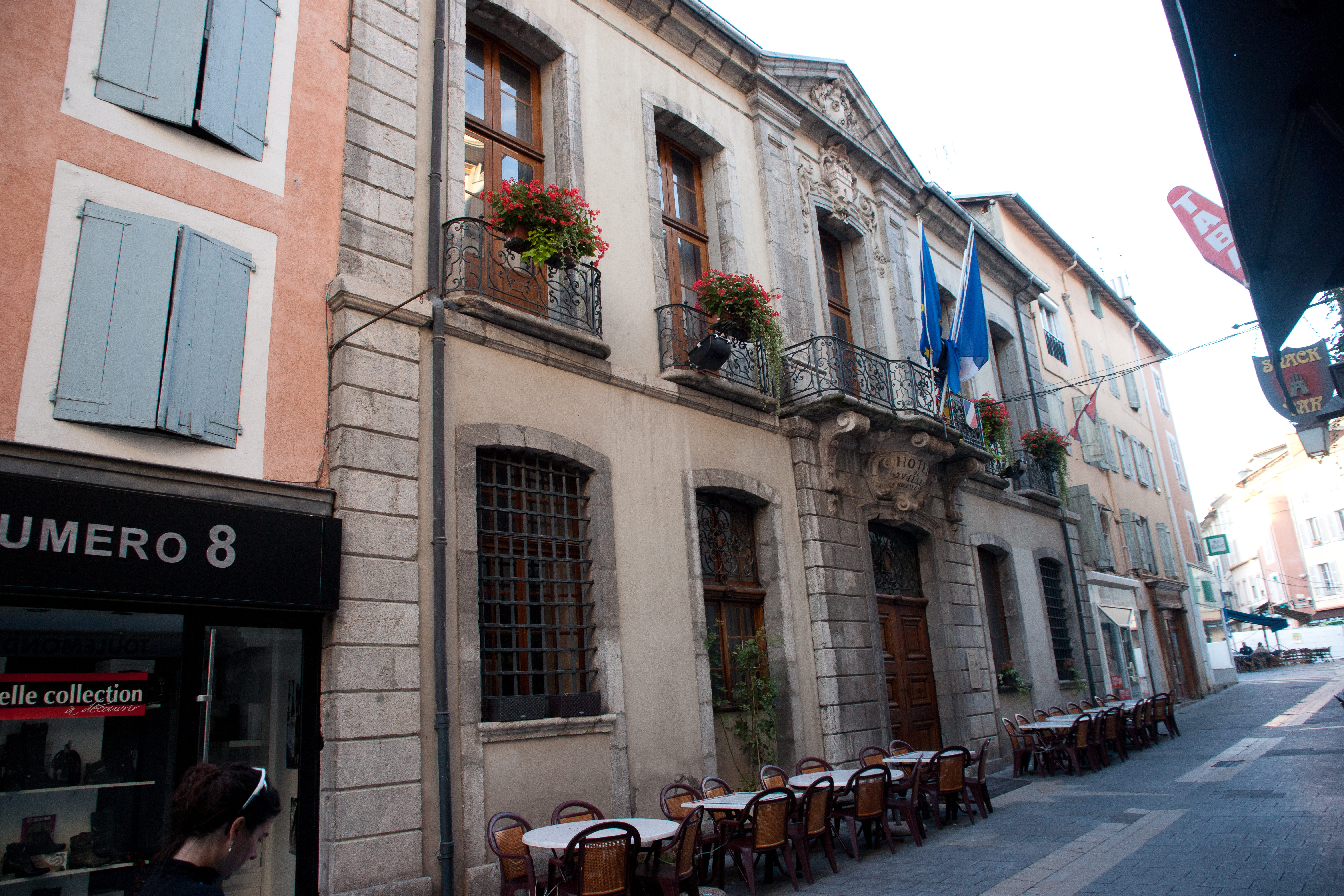
Stadhuis
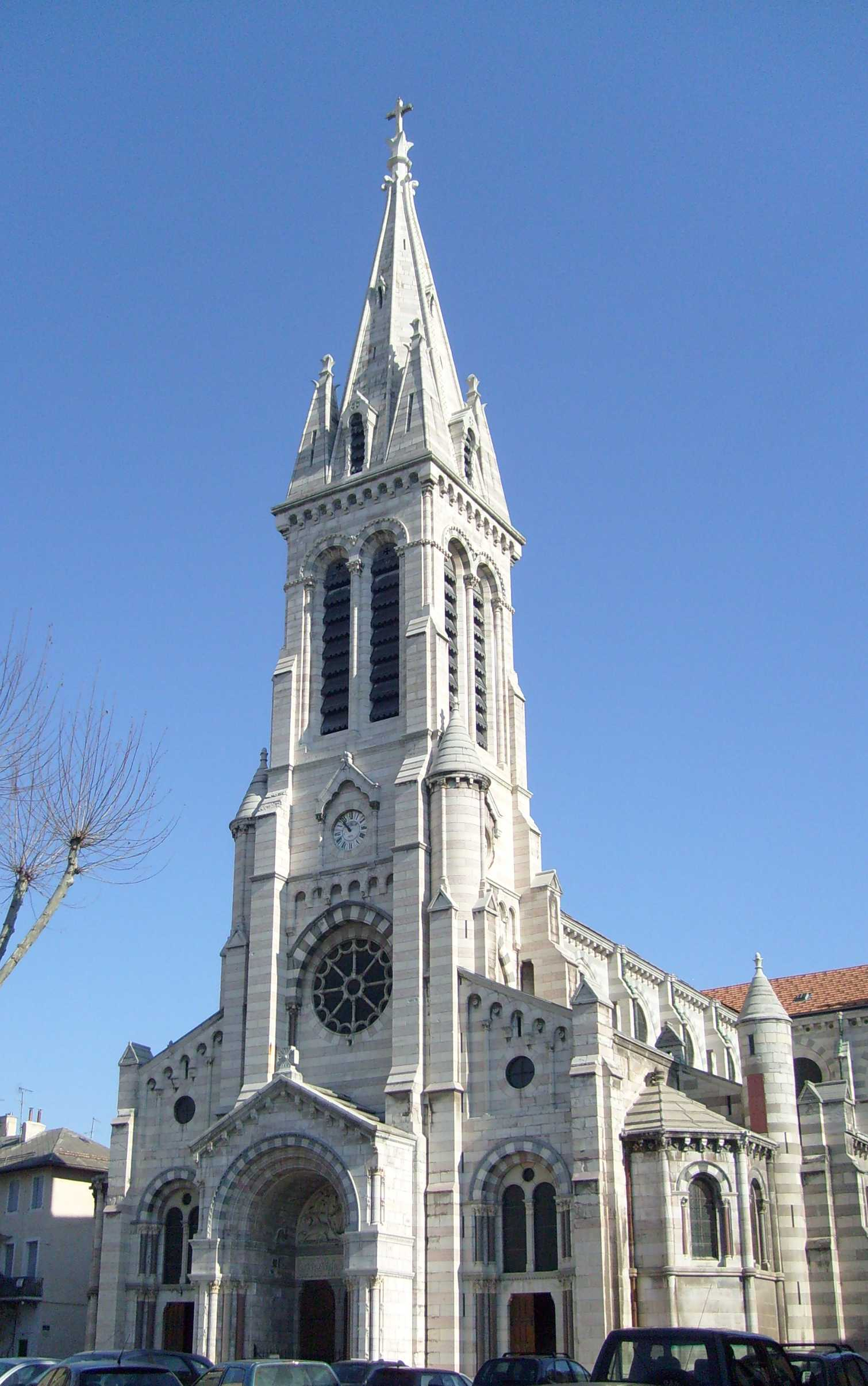
Notre-Dame-et-Saint-Arnoux-kathedraal
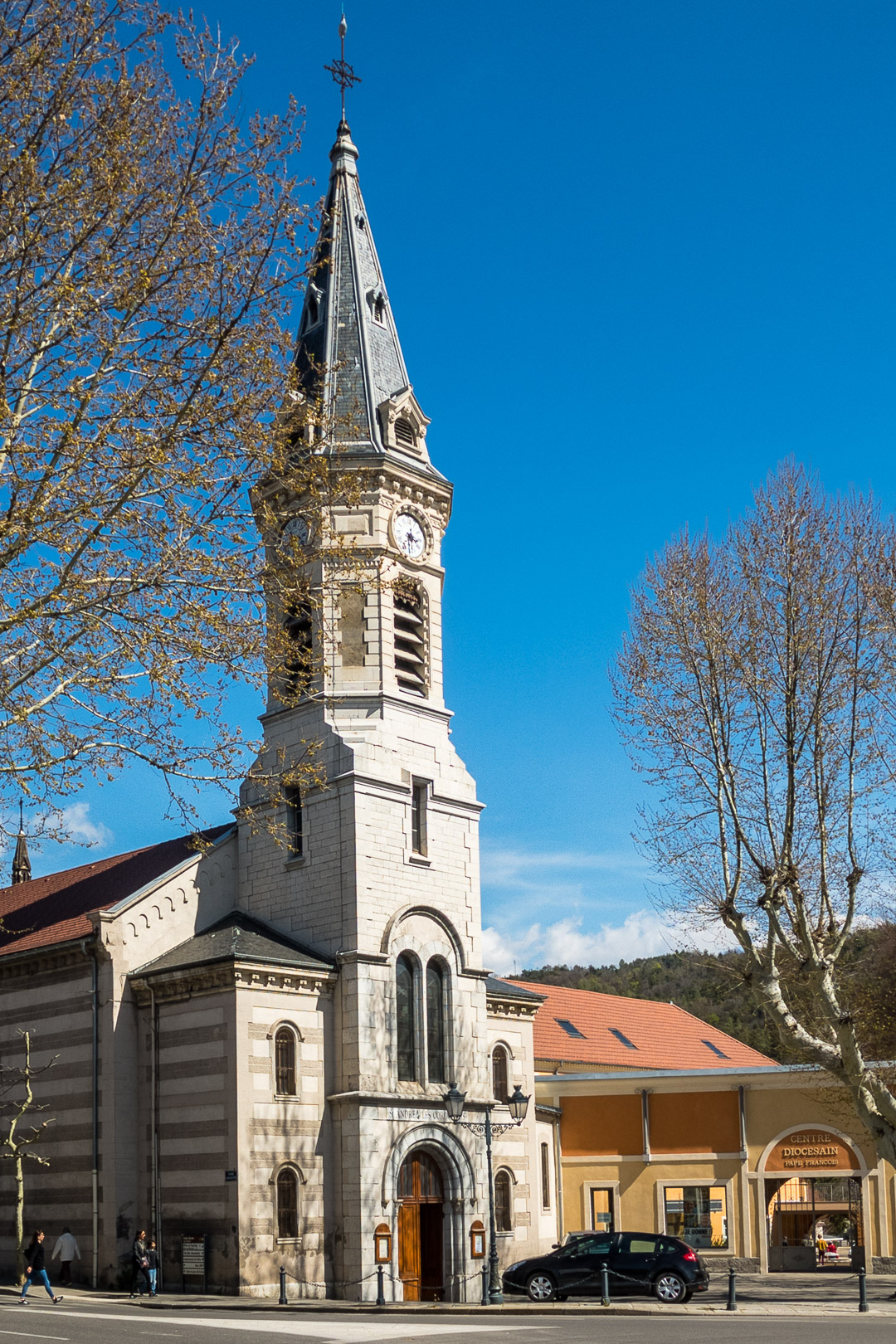
Église des Cordeliers
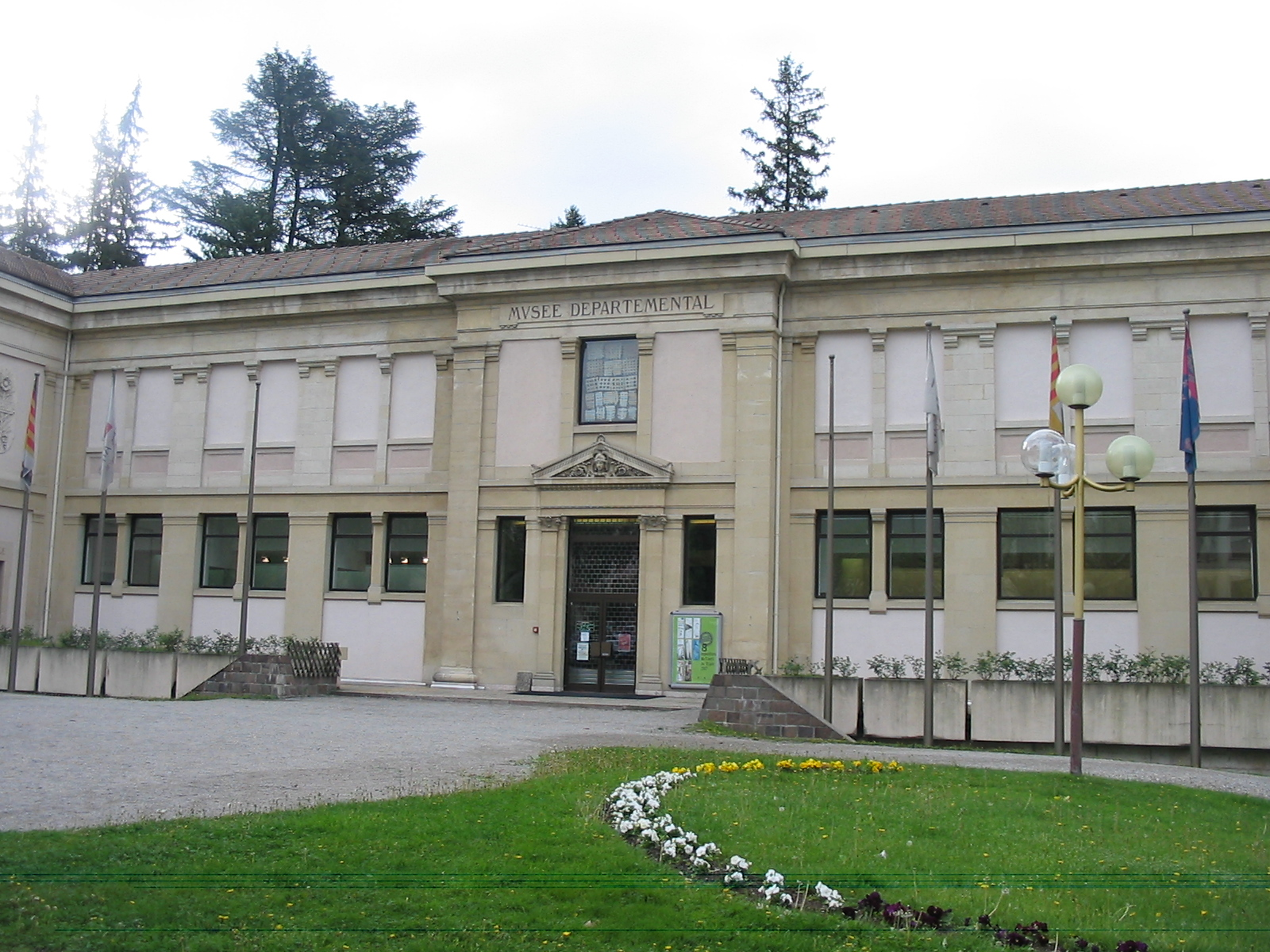
Musée départemental
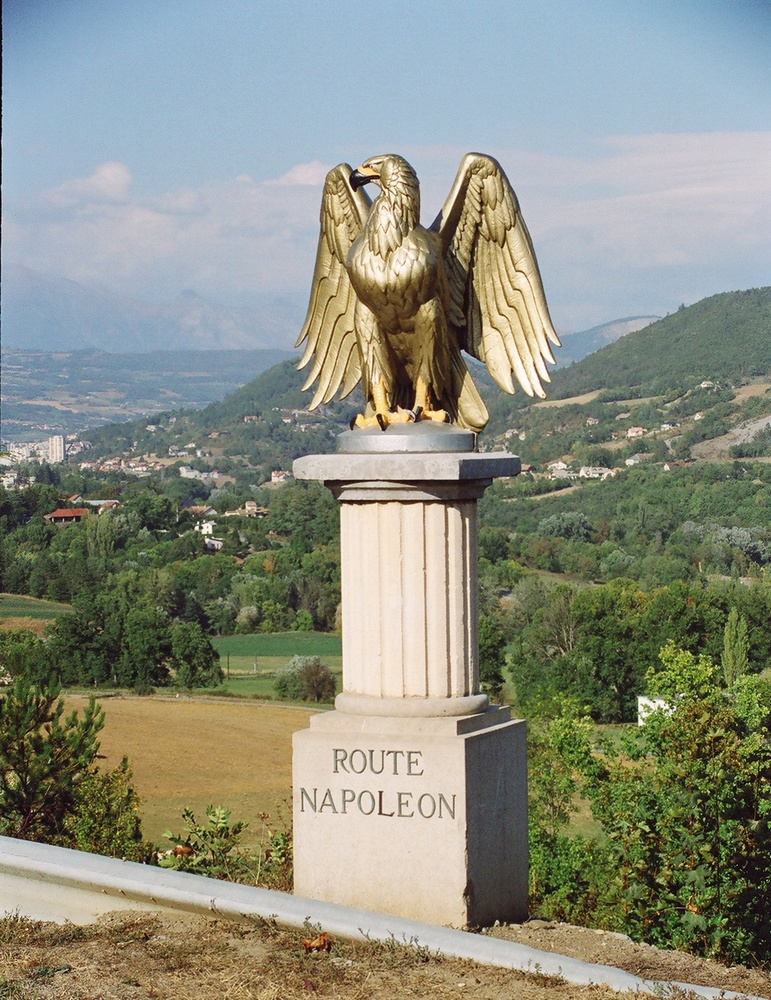
Pilaar met goudkleurige adelaar bij de zuidelijke toegang tot Gap via de Route Napoléon
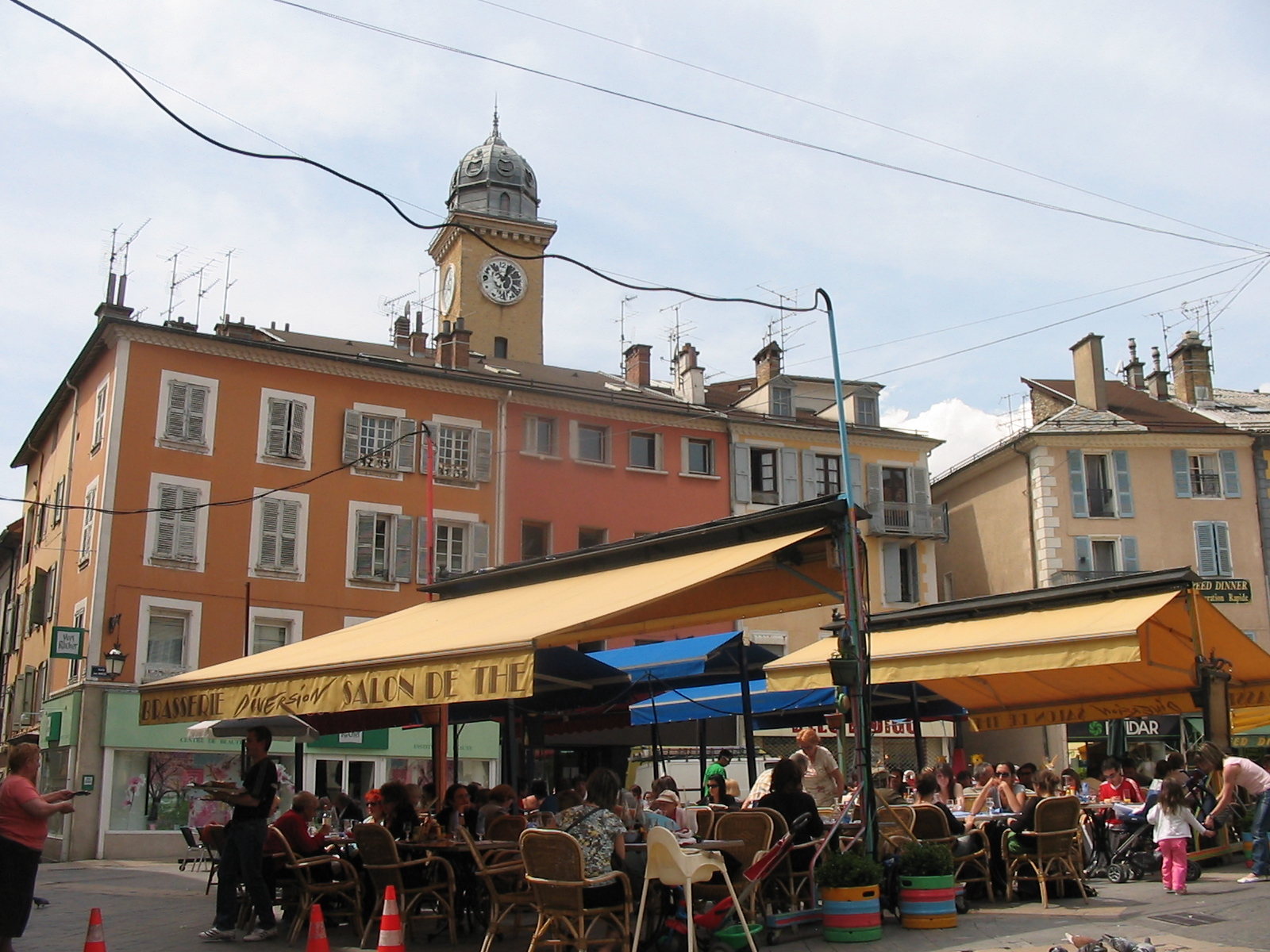
Place J. Marcellin
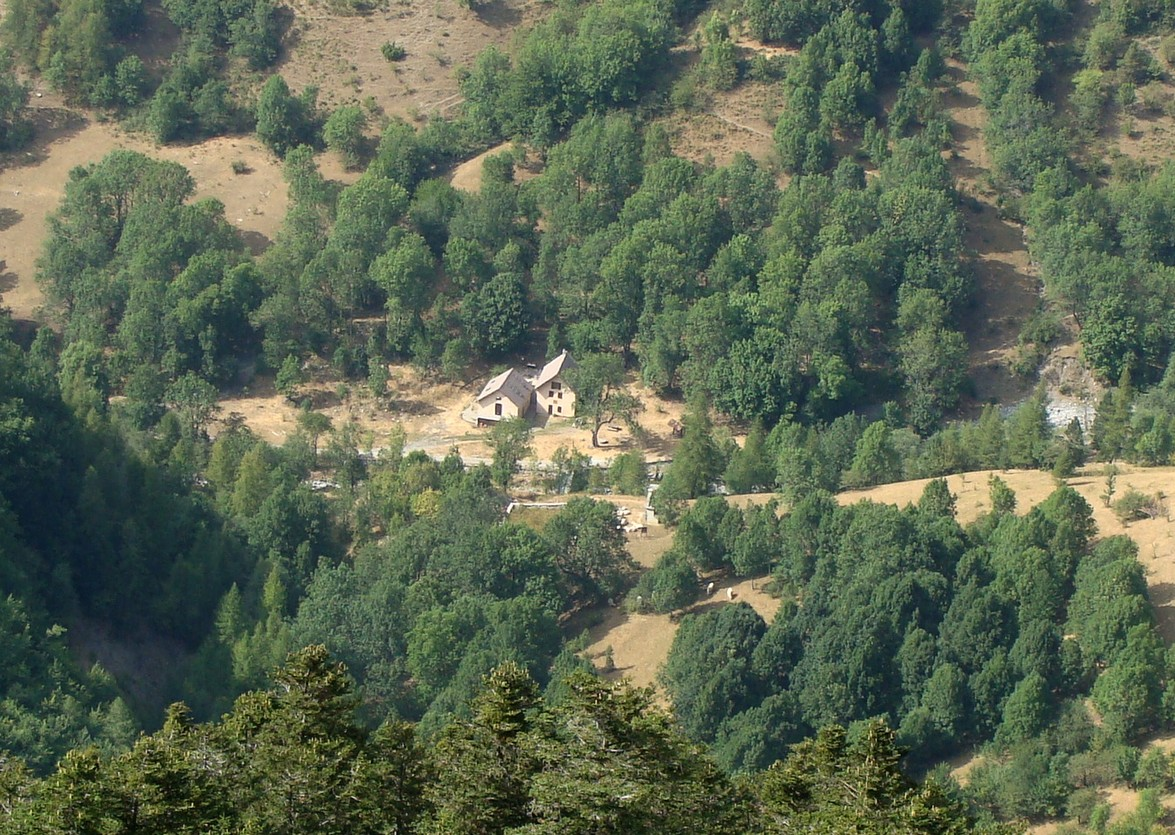
Chaudun
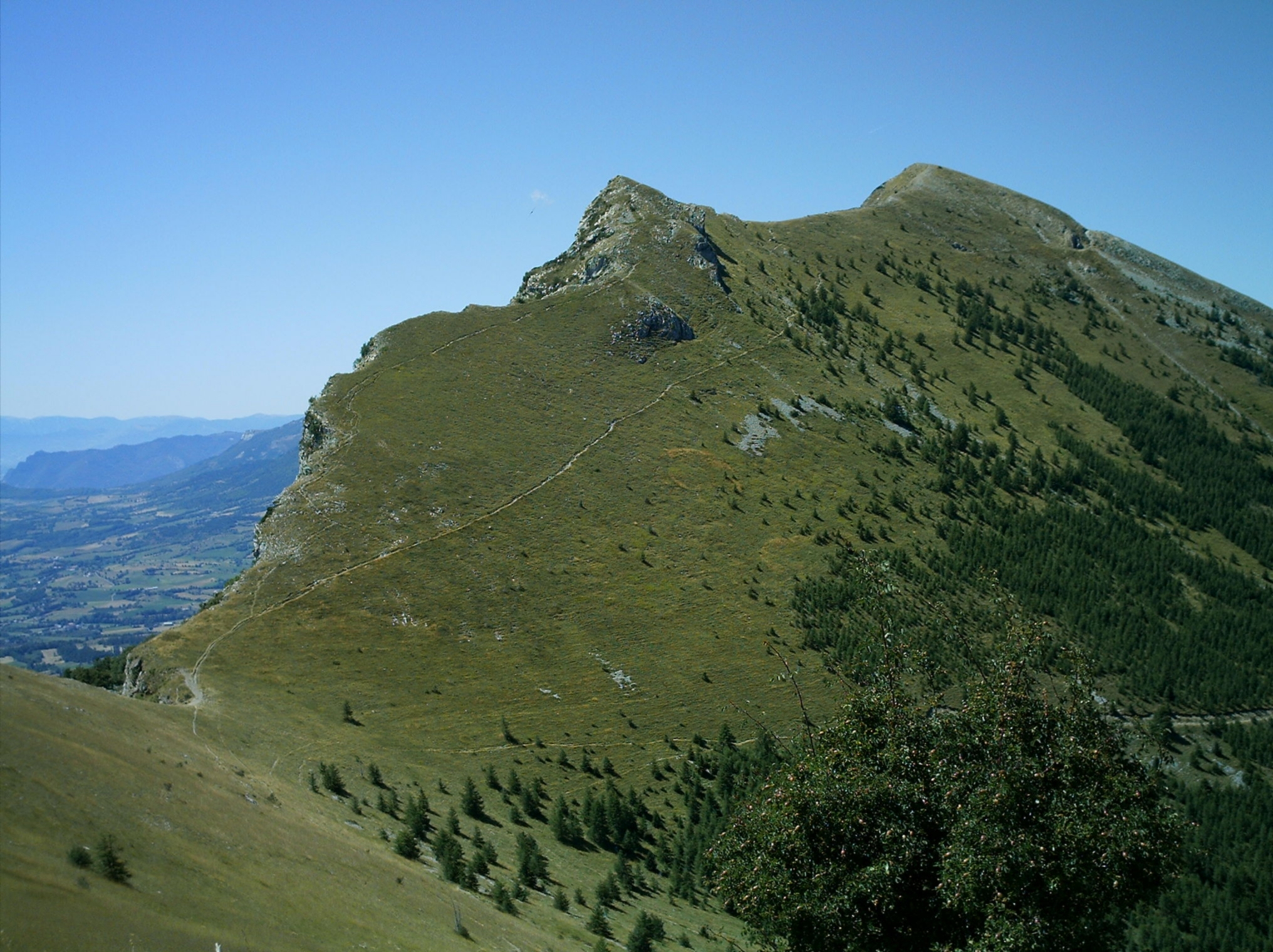
Pic de Charance

## Sport
Gap is ook bekend van de wielersport. In 1972 werd het WK wielrennen in Gap verreden. Bij de beroepsrenners won de Italiaan Marino Basso. Daarnaast was Gap maar liefst 27 keer etappeplaats in de Tour de France, voor het laatst in 2024. Onder meer Wout Wagtmans, Jelle Nijdam, Gastone Nencini en Alexander Vinokoerov wonnen in Gap. De laatste renner uit België, die in Gap een Touretappe won was Michel Van Aerde, in 1960.
De stad is voor bergsporters een toegangspoort tot het Écrinsmassief.

## Geografie
Gap ligt op de samenvloeiing van de Bonne en de Luye, een 22½ km lang zijriviertje van de Durance. In het westen torent de Pic de Charance (1825 m) boven de stad uit. De oppervlakte van Gap bedroeg op 1 januari 2022 110,43 vierkante kilometer; de bevolkingsdichtheid was toen 368,2 inwoners per km².
In de gemeente ligt spoorwegstation Gap.
De onderstaande kaart toont de ligging van Gap met de belangrijkste infrastructuur en aangrenzende gemeenten.

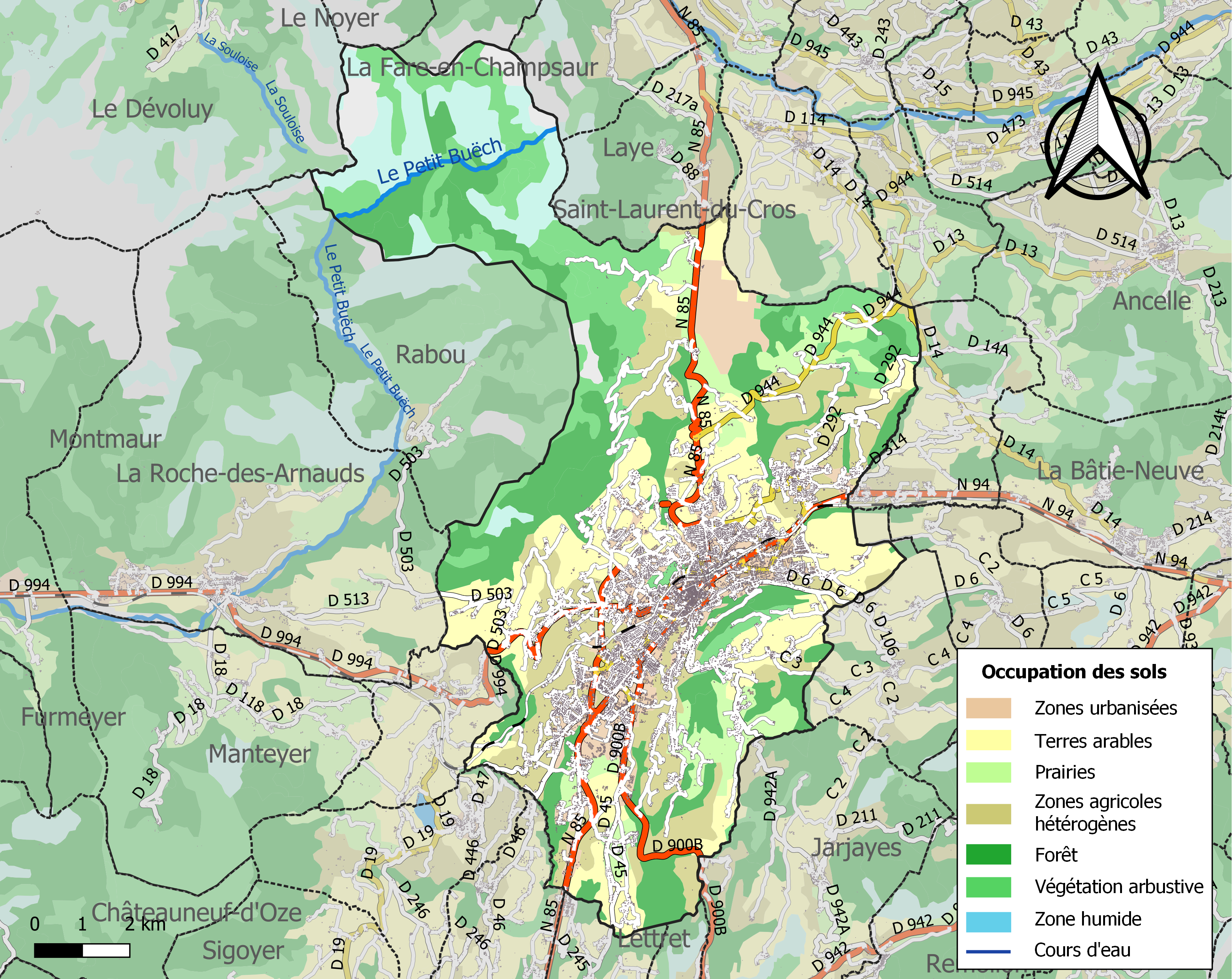

## Demografie
Onderstaande figuur toont het verloop van het inwonertal (bron: INSEE-tellingen).
Vanwege een beveiligingsprobleem met de MediaWiki Graph-software is het momenteel niet mogelijk deze grafiek weer te geven. Zodra de software is bijgewerkt zal de grafiek vanzelf weer zichtbaar worden.

## Geboren
- Jacques Trémoulet (1896-1971), journalist en ondernemer
- Gilles Grimandi (1970), voetballer en scout
- Sébastien Ogier (1983), rallyrijder
- Stéphane Tempier (1986), mountainbiker
- Cyprien Sarrazin (1994), alpineskiër

## Stedenband
Gap heeft met de volgende plaatsen een stedenband:
- Pinerolo (Italië)
- Traunstein (Duitsland)